# Westhouse
Westhouse – miejscowość i gmina we Francji, w regionie Grand Est, w departamencie Dolny Ren.
Według danych na rok 1990 gminę zamieszkiwało 1170 osób, a gęstość zaludnienia wynosiła 98 osób/km² (wśród 903 gmin Alzacji Westhouse plasuje się na 231. miejscu pod względem liczby ludności, natomiast pod względem powierzchni na miejscu 193.).